# Waxi, Guangdong
Waxi är en köping i sydöstra Kina. Den ligger i Zijin härad i staden Heyuan i provinsen Guangdong, omkring 190 kilometer öster om provinshuvudstaden Guangzhou. Antalet invånare är 24 056. Befolkningen består av 12 175 kvinnor och 11 881 män. Barn under 15 år utgör 27,0 %, vuxna 15-64 år 60 %, och äldre över 65 år 12,0 %.